# Douglas Tompkins
Douglas Tompkins   (Conneaut, 20 de març de 1943 - Coyhaique, 8 de desembre de 2015) fou un milionari filantrop naturalista estatunidenc. Va ser el cofundador de la marca esportiva The North Face i propietari durant un temps de la marca Esprit. Va destacar notablement pel seu paper com a ecologista a través de la compra de terrenys per convertir-los en parcs protegits.
El 1968 va crear de la marca The North Face que va vendre dos anys més tard per dedicar-se a la companyia de moda femenina Esprit, fundada amb la seva esposa Susie. A finals dels 1980 va vendre la seva participació al considerar que contribuïa a la destrucció mediambiental. Va decidir invertir la seva fortuna a comprar terres riques en biodiversitat a la Patagònia Sudamericana. El seu principal camp d'acció fou Argentina i Xile, encara que les seves primeres activitats les va realitzar al Canadà. Va conèixer Xile en un llarg viatge que va emprendre amb els seus amics en temps de la Guerra del Vietnam.
El seu mètode consistí a comprar grans terrenys en llocs estratègics per a l'ecologia (majoritàriament, grans reserves d'aigua) i els tractava de reconvertir en naturalesa verge. Després, assegurava legalment la irreversibilitat d'aquest procediment i donava les terres a les administracions de parcs nacionals. La idea darrere d'aquest procediment era que l'ésser humà s'havia de retirar de les activitats que modifiquessin l'ambient en aquests llocs específics. Al costat de la seva segona dona, Kristine Tompkins, mantingué diverses reserves, del voltant de 8.100 km² a Xile i Argentina. Tompkins va viure gran part de la seva vida a l'Argentina i Xile, treballant, controlant i interaccionant en la seva lluita per conservar el poc que queda dels ecosistemes verges.
Va morir als 72 anys, el desembre de 2015, d'hipotèrmia, després que tingués un accident mentre navegava en caiak al llac General Carrera, a la regió d'Aysén, a la patagonia xilena.